# 10-simpleks
| Pravilni hendekaksenon (10-simpleks)                     | Pravilni hendekaksenon (10-simpleks) |
| -------------------------------------------------------- | ------------------------------------ |
| Ortogonalna projekcija znotraj Petriejevega mnogokotnika |                                      |
| vrsta                                                    | pravilni 10-politop                  |
| družina                                                  | simpleks                             |
| Schläflijev simbol                                       | {3,3,3,3,3,3,3,3,3}                  |
| Coxeter-Dinkinov diagram                                 |                                      |
| 9-stranskih ploskev                                      | 11 9-simpleks                        |
| 8-stranskih ploskev                                      | 55 8-simpleks                        |
| 7-stranskih ploskev                                      | 165 7-simpleks                       |
| 6-stranskih ploskev                                      | 330 6-simpleks                       |
| 5-stranskih ploskev                                      | 462 5-simpleks                       |
| 4-stranske ploskve                                       | 462 5-celica                         |
| celice                                                   | 330 tetraeder                        |
| stranske ploskve                                         | 165 trikotnik                        |
| robovi                                                   | 55                                   |
| oglišča                                                  | 11                                   |
| slika oglišč                                             | 9-simpleks                           |
| Petriejev mnogokotnik                                    | hendekagon                           |
| Coxeterjeva grupa                                        | A10 [3,3,3,3,3,3,3,3,3]              |
| dualnost                                                 | sebidualen                           |
| značilnosti                                              | konveksen                            |

10-simpleks je v geometriji sebidualni pravilni 10-politop. Ima 11 oglišč, 165 trikotnih stranskih ploskev, 55 robov, 330 tetraederskih celic, 4 stranske ploskve, 462 5-celic s 4-imi stranskimi ploskvami, 5-simpleksov s 5-imi stranskimi ploskvami, 330 6-simpleksov z 6-imi stranskimi ploskvami, 165 7-simpleksov s 7-mimi stranskimi ploskvami, 55 8-simpleksov z 8-mimi stranskimi ploskvami in 11 9-simpleksov z 9-imi stranskimi ploskvami.
Diedrski kot je cos−1(1/10) ali približno 84,26°.
Imenuje se tudi dendekaksenon ali dendeka-10-top kot politop z 11 facetami v 10 razsežnostih. Izraz hendekaksenon izvira iz grške besede hendeka, kar pomeni 11 facet in končnice -xenn (oblika besede ennea za devet), kar pomeni 9-razsežne facete ter končnice -on.

## Koordinate
V kartezičnem koordinatnem sistemu so oglišča pravilnega 10-simpleksa, ki se nahaja v izhodišču, in ima rob dolg 2:
{\displaystyle \left({\sqrt {1/55}},\ {\sqrt {1/45}},\ 1/6,\ {\sqrt {1/28}},\ {\sqrt {1/21}},\ {\sqrt {1/15}},\ {\sqrt {1/10}},\ {\sqrt {1/6}},\ {\sqrt {1/3}},\ \pm 1\right)}
{\displaystyle \left({\sqrt {1/55}},\ {\sqrt {1/45}},\ 1/6,\ {\sqrt {1/28}},\ {\sqrt {1/21}},\ {\sqrt {1/15}},\ {\sqrt {1/10}},\ {\sqrt {1/6}},\ -2{\sqrt {1/3}},\ 0\right)}
{\displaystyle \left({\sqrt {1/55}},\ {\sqrt {1/45}},\ 1/6,\ {\sqrt {1/28}},\ {\sqrt {1/21}},\ {\sqrt {1/15}},\ {\sqrt {1/10}},\ -{\sqrt {3/2}},\ 0,\ 0\right)}
{\displaystyle \left({\sqrt {1/55}},\ {\sqrt {1/45}},\ 1/6,\ {\sqrt {1/28}},\ {\sqrt {1/21}},\ {\sqrt {1/15}},\ -2{\sqrt {2/5}},\ 0,\ 0,\ 0\right)}
{\displaystyle \left({\sqrt {1/55}},\ {\sqrt {1/45}},\ 1/6,\ {\sqrt {1/28}},\ {\sqrt {1/21}},\ -{\sqrt {5/3}},\ 0,\ 0,\ 0,\ 0\right)}
{\displaystyle \left({\sqrt {1/55}},\ {\sqrt {1/45}},\ 1/6,\ {\sqrt {1/28}},\ -{\sqrt {12/7}},\ 0,\ 0,\ 0,\ 0,\ 0\right)}
{\displaystyle \left({\sqrt {1/55}},\ {\sqrt {1/45}},\ 1/6,\ -{\sqrt {7/4}},\ 0,\ 0,\ 0,\ 0,\ 0,\ 0\right)}
{\displaystyle \left({\sqrt {1/55}},\ {\sqrt {1/45}},\ -4/3,\ 0,\ 0,\ 0,\ 0,\ 0,\ 0,\ 0\right)}
{\displaystyle \left({\sqrt {1/55}},\ -3{\sqrt {1/5}},\ 0,\ 0,\ 0,\ 0,\ 0,\ 0,\ 0,\ 0\right)}
{\displaystyle \left(-{\sqrt {20/11}},\ 0,\ 0,\ 0,\ 0,\ 0,\ 0,\ 0,\ 0,\ 0\right)}.
10-simpleks se lahko vloži v 10-razsežni prostor kot permutacije (0,0,0,0,0,0,0,0,0,1). Ta vrsta konstrukcije temelji na facetah in 11-ortopleksu.

## Slike 10-simpleksov
- Coxeterjeva ravnina A10, diedrska simetrija [11].
- Coxeterjeva ravnina je A9, diedrska simetrija je [10]
- Coxeterjeva ravnina je A8, diedrska simetrija je [9]

- Coxeterjeva ravnina je A7, diedrska simetrija je [8]
- Coxeterjeva ravnina je A6, diedrska simetrija je [7]
- Coxeterjeva ravnina je A5, diedrska simetrija je [6]

- Coxeterjeva ravnina je A4, diedrska simetrija je [5]
- Coxeterjeva ravnina je A3, diedrska simetrija je [4]
- Coxeterjeva ravnina je A2, diedrska simetrija je [3]